# (39522) 1988 RA12
(39522) 1988 RA12 est un astéroïde de la ceinture principale découvert en 1988.

## Description
(39522) 1988 RA12 a été découvert le 14 septembre 1988 à l'observatoire interaméricain du Cerro Tololo, un observatoire astronomique professionnel situé dans le désert d'Atacama, au Nord du Chili, par Schelte J. Bus.

### Caractéristiques orbitales
L'orbite de cet astéroïde est caractérisée par un demi-grand axe de 2,44 ua, un périhélie de 2,01 ua, une excentricité de 0,18 et une inclinaison de 3,61° par rapport à l'écliptique. Du fait de ces caractéristiques, à savoir un demi-grand axe compris entre 2 et 3,2 ua et un périhélie supérieur à 1,666 ua, il est classé, selon la JPL Small-Body Database, comme objet de la ceinture principale.

### Caractéristiques physiques
(39522) 1988 RA12 a une magnitude absolue (H) de 14,9 et un albédo estimé à 0,299.